# Doctor Phillips
Doctor Phillips es un lugar designado por el censo ubicado en el condado de Orange en el estado estadounidense de Florida. En el Censo de 2010 tenía una población de 10.981 habitantes y una densidad poblacional de 876,53 personas por km².

## Geografía
Doctor Phillips se encuentra ubicado en las coordenadas 28°26′41″N 81°28′49″O / 28.44472, -81.48028. Según la Oficina del Censo de los Estados Unidos, Doctor Phillips tiene una superficie total de 12.53 km², de la cual 8.79 km² corresponden a tierra firme y (29.81%) 3.73 km² es agua.

## Demografía
Según el censo de 2010, había 10.981 personas residiendo en Doctor Phillips. La densidad de población era de 876,53 hab./km². De los 10.981 habitantes, Doctor Phillips estaba compuesto por el 75.08% blancos, el 4.11% eran afroamericanos, el 0.2% eran amerindios, el 13.94% eran asiáticos, el 0.03% eran isleños del Pacífico, el 2.99% eran de otras razas y el 3.65% pertenecían a dos o más razas. Del total de la población el 12.87% eran hispanos o latinos de cualquier raza.